# Riksdagen 1893
Riksdagen 1893 ägde rum i Stockholm.
Riksdagens kamrar sammanträdde i gamla riksdagshuset den 16 januari 1893. Riksdagsarbetet inleddes ceremoniellt genom riksdagens högtidliga öppnande i rikssalen på Stockholms slott. Riksdagen avslutades den 10 maj 1893.